# Лохмор-Вотервей-Естейтс (Флорида)
Лохмор-Вотервей-Естейтс (англ. Lochmoor Waterway Estates) — переписна місцевість (CDP) в США, в окрузі Лі штату Флорида. Населення — 5828 осіб (2020).

## Географія
Лохмор-Вотервей-Естейтс розташований за координатами 26°38′38″ пн. ш. 81°54′35″ зх. д. / 26.64389° пн. ш. 81.90972° зх. д. (26.643824, -81.909610).  За даними Бюро перепису населення США в 2010 році переписна місцевість мала площу 7,74 км², з яких 5,72 км² — суходіл та 2,02 км² — водойми.

## Демографія
Згідно з переписом 2010 року, у переписній місцевості мешкали 4204 особи в 1853 домогосподарствах у складі 1230 родин. Густота населення становила 543 особи/км².  Було 2287 помешкань (296/км²).
Расовий склад населення:
| - 93,2 % — білих - 2,0 % — чорних або афроамериканців - 1,5 % — азіатів - 0,4 % — корінних американців - 1,4 % — осіб інших рас |

До двох чи більше рас належало 1,4 %. Частка іспаномовних становила 7,1 % від усіх жителів.
За віковим діапазоном населення розподілялося таким чином: 17,9 % — особи молодші 18 років, 58,6 % — особи у віці 18—64 років, 23,5 % — особи у віці 65 років та старші. Медіана віку мешканця становила 50,7 року. На 100 осіб жіночої статі у переписній місцевості припадало 97,2 чоловіків;  на 100 жінок у віці від 18 років та старших — 93,2 чоловіків також старших 18 років.
Середній дохід на одне домашнє господарство  становив 60 228 доларів США (медіана — 47 054), а середній дохід на одну сім'ю — 68 878 доларів (медіана — 57 083). Медіана доходів становила 40 588 доларів для чоловіків та 32 422 долари для жінок. За межею бідності перебувало 17,3 % осіб, у тому числі 46,4 % дітей у віці до 18 років та 4,8 % осіб у віці 65 років та старших.
Цивільне працевлаштоване населення становило 1848 осіб. Основні галузі зайнятості: роздрібна торгівля — 23,2 %, освіта, охорона здоров'я та соціальна допомога — 16,6 %, науковці, спеціалісти, менеджери — 13,6 %, мистецтво, розваги та відпочинок — 11,3 %.